# Jaroslav Šternberk
Jaroslav ze Šternberka, německy Jaroslaw von Sternberg (12. února 1809 Zásmuky – 18. července 1874 Zásmuky nebo Praha), byl česko-rakouský šlechtic z rodu Šternberků a politik z Čech, poslanec Českého zemského sněmu.

## Biografie

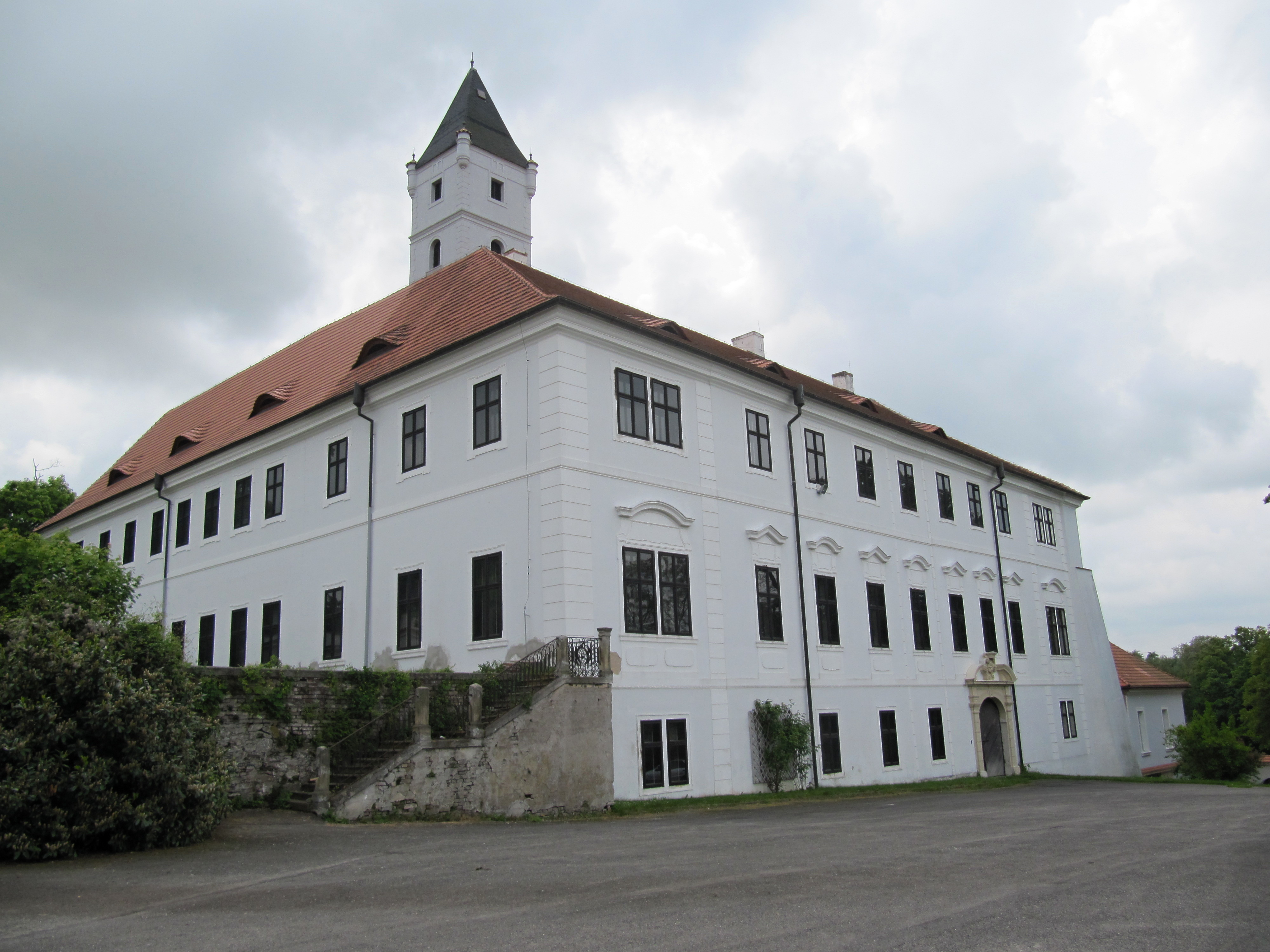
Součástí majorátu byly Zásmuky

Patřil do starobylého šlechtického rodu Šternberků. Byl velkostatkářem. Patřil k leopoldovské hlavní rodové linii. Jeho otcem byl Leopold I. ze Šternberka (1776–1858), matkou Marie Karolína hraběnka z Walseggu (1781–1857). Bratrem byl Leopold Mořic ze Šternberka (1811–1899). Dalším bratrem byl Zdenko Sternberg (1813–1900). Jaroslav sloužil v rakouské armádě, kde dosáhl hodnosti majora. Měl titul tajného rady. Byl mu udělen Císařský rakouský řád Leopoldův, Vojenský záslužný kříž a Válečná medaile. Měl titul hraběte a patřily mu fideikomisní statky Zásmuky a Častolovice a alodiální statky Neděliště, Chlum a Hoděčín. Roku 1866 se mu dostalo od císaře za loajálnost a činy během okupace Pruskem výrazu Nejvyšší spokojenosti.
Roku 1873 koupil za 630 000 zlatých statek Bílé Poličany. V roce 1843 se stal členem stavovského Českého zemského sněmu. V kruzích šlechty byl prý oblíbený. Jeho hlavní zálibou byl lov.
V 60. letech se zapojil i do vysoké politiky. Od 18. dubna 1861 byl dědičným členem Panské sněmovny (nevolená horní komora Říšské rady).

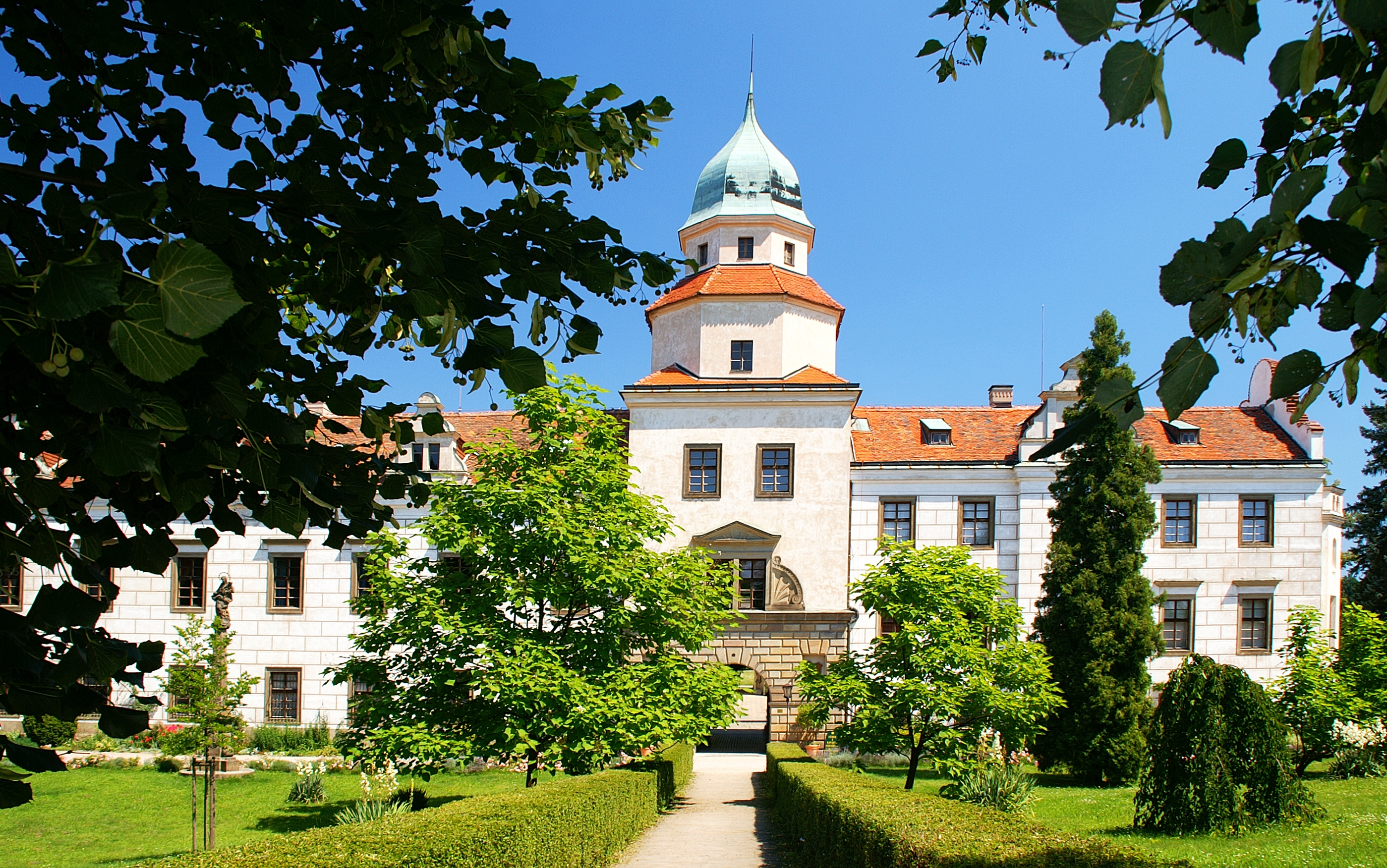
Součástí majorátu byly Častolovice

V zemských volbách v roce 1861 byl zvolen na Český zemský sněm, kde zastupoval kurii velkostatkářskou, svěřenecké velkostatky. Mandát zde obhájil v zemských volbách v lednu 1867 a krátce poté vypsaných volbách v březnu 1867. Patřil do Strany ústavověrného velkostatku, která odmítala české státní právo a profilovala se provídeňsky a centralisticky. Český tisk v nekrologu uvádí, že v době zemských voleb v roce 1872, kdy ústavověrná strana prováděla rozsáhlé majetkové machinace s cílem ovlivnit výsledek voleb ve velkostatkářské kurii, se Šternberk od ústavověrných odklonil a přešel ke Straně konzervativního velkostatku, kam vzácným rodem svým i povahou právě šlechtickou přináležel.
Zemřel po dlouhé nemoci 18. července 1874 na zámku v Zásmukách nebo v Praze. Byl pohřben, stejně jako jeho žena Eleonora, v hrobce pod kaplí Narození Panny Marie v Zásmukách, kterou nechal v roce 1867 upravit.

## Rodina
Dne 28. dubna 1835 se v Budapešti jeho manželkou stala hraběnka Eleonora Orczy de Orczi (1811–1865). Měli dceru Rosu Karolínu, která se provdala za knížete Karla Hohenlohe-Bartensteina.